# Марія Вершор
Марія Вершор (нід. Maria Verschoor, нар. 22 квітня 1994, Дордрехт, Нідерланди) — нідерландська хокеїстка на траві, срібна призерка Олімпійських ігор 2016 року.

## Виступи на Олімпіадах
| Олімпіада           | Дисципліна     | Місце |
| ------------------- | -------------- | ----- |
| Ріо-де-Жанейро 2016 | хокей на траві | 2     |

## Зовнішні посилання
- Марія Вершор — олімпійська статистика на сайті Sports-Reference.com (англ.) (архівна версія)